# Anthoglossa rufopilosus
Anthoglossa rufopilosus (eerder geplaatst in geslacht Trichocolletes) is een vliesvleugelig insect uit de familie Colletidae. De wetenschappelijke naam van de soort is voor het eerst geldig gepubliceerd in 1935 door Rayment.